# Herbert Williams
Herbert Philip "Bert" Williams (Hove, 24 juli 1908 - Toms River, 10 januari 1990) was een  Amerikaans zeiler.
Williams werd geboren in het Verenigd Koninkrijk maar emigreerde naar de Verenigde Staten.
In 1944 won Williams  de bronzen medaille tijdens de wereldkampioenschappen in de star.
Williams won samen met Lawrence Low tijdens de Olympische Zomerspelen 1956 in het Australische Melbourne in de star.

## Wereldkampioenschappen[1]
| Jaar | Plaats        | Resultaten |
| ---- | ------------- | ---------- |
| 1944 | Lake Michigan | star       |
| 1950 | Chicago       | 13e star   |
| 1962 | Cascais       | 8e star    |
| 1966 | Kiel          | 14e star   |

## Olympische Zomerspelen
| Jaar | Plaats    | Resultaten |
| ---- | --------- | ---------- |
| 1956 | Melbourne | star       |